# Седин, Хенрик
Хенрик Седи́н (швед. Henrik Sedin; 26 сентября 1980, Эрншёльдсвик, Швеция) — шведский хоккеист, центральный нападающий. Известен по выступлениям за команду НХЛ «Ванкувер Кэнакс», в которой долгие годы был капитаном. Олимпийский чемпион 2006 года и чемпион мира 2013 года в составе сборной Швеции.

## Биография
На драфте НХЛ 1999 года был выбран в первом раунде под общим 3-м номером командой «Ванкувер Кэнакс». Обладатель «Харт Мемориал Трофи» и «Арт Росс Трофи» в сезоне 2009/2010 как самый ценный игрок и лучший бомбардир НХЛ соответственно. На протяжении всей своей карьеры играл в одном звене со своим братом-близнецом Даниэлем.
Занимает десятое  место в списке игроков НХЛ всех времён, проведших наибольшее количество матчей регулярного сезона НХЛ подряд — 679 игр: с марта 2004 года по январь 2014 года не пропустил ни одного матча своей команды (продолжительность серии с учётом матчей плей-офф составила 754 матча). Серия прервалась из-за травмы ребра, полученной в ходе матча против «Калгари Флэймз».
Автор двух заброшенных шайб в победном для Швеции финале чемпионата мира 2013 года.
2 апреля 2018 года вместе с Даниэлем Седином объявил о завершении игровой карьеры после сезона 2017/18.
В 2022 году вместе с братом-близнецом был включён в Зал хоккейной славы.

## Статистика
| Легенда | Легенда                    | Легенда | Легенда                   | Легенда | Легенда    |
| ------- | -------------------------- | ------- | ------------------------- | ------- | ---------- |
| И       | Количество проведённых игр | Штр     | Штрафное время            | +/−     | Плюс-минус |
| Г       | Голы                       | П       | Голевые передачи          | О       | Очки       |
| -       | Статистика неизвестна      | —       | Статистика не учитывалась |         |            |

## Достижения

### Швеция
| Награда                                       | Год                              |
| --------------------------------------------- | -------------------------------- |
| Лучший игрок чемпионата Швеции                | 1999 (вместе с Даниэлем Седином) |
| Серебряный призёр чемпионата Швеции           | 1999, 2000                       |
| Викинг Эворд (лучший шведский хоккеист в НХЛ) | 2010                             |
| Спортсмен года в Швеции                       | 2011 (вместе с Даниэлем Седином) |

### Международные
| Награда                                     | Год        |
| ------------------------------------------- | ---------- |
| Олимпийский чемпион                         | 2006       |
| Чемпион мира                                | 2013       |
| Бронзовый призёр чемпионата мира            | 1999, 2001 |
| Символическая сборная звёзд чемпионата мира | 2013       |

### НХЛ
| Награда                               | Год                     |
| ------------------------------------- | ----------------------- |
| Харт Трофи                            | 2010                    |
| Арт Росс Трофи                        | 2010                    |
| Символическая сборная всех звёзд НХЛ  | 2010, 2011              |
| Хоккеист года по версии Sporting News | 2010                    |
| Участник матча всех звёзд НХЛ         | 2008, 2011, 2012        |
| Вторая звезда месяца                  | март 2009 и январь 2010 |
| Первая звезда месяца                  | декабрь 2009            |
| Третья звезда месяца                  | март 2010, декабрь 2011 |